# Javier Flaño
Javier Flaño Bezunartea, meglio noto come Javi Flaño (Pamplona, 19 agosto 1984), è un ex calciatore spagnolo, di ruolo difensore. È il fratello gemello del calciatore Miguel Flaño.

## Caratteristiche tecniche
È un difensore polivalente, trova la collocazione ideale come terzino destro ma può essere impiegato anche negli altri ruoli di una difesa a 4.

## Palmarès

### Club
- Segunda División: 1

Elche: 2012-2013

### Nazionale
- Giochi del Mediterraneo: 1

 2005